# Grøtfjord
Grøtfjord est une localité du comté de Troms, en Norvège, située au bord du au bord du Grøtfjorden (fjord de Grøtfjord)   

## Toponymie
Le nom de lieu Grøtfjorden vient du norrois grjót (pierre)

## Géographie
Grøtfjorden est un bras de fjord Vengsøyfjorden
Administrativement, le village de Grøtfjord fait partie de la kommune de Tromsø.
La route départementale 7768 longe les deux cotés du fjord.

## Quelques vues du fjord Grøtfjorden

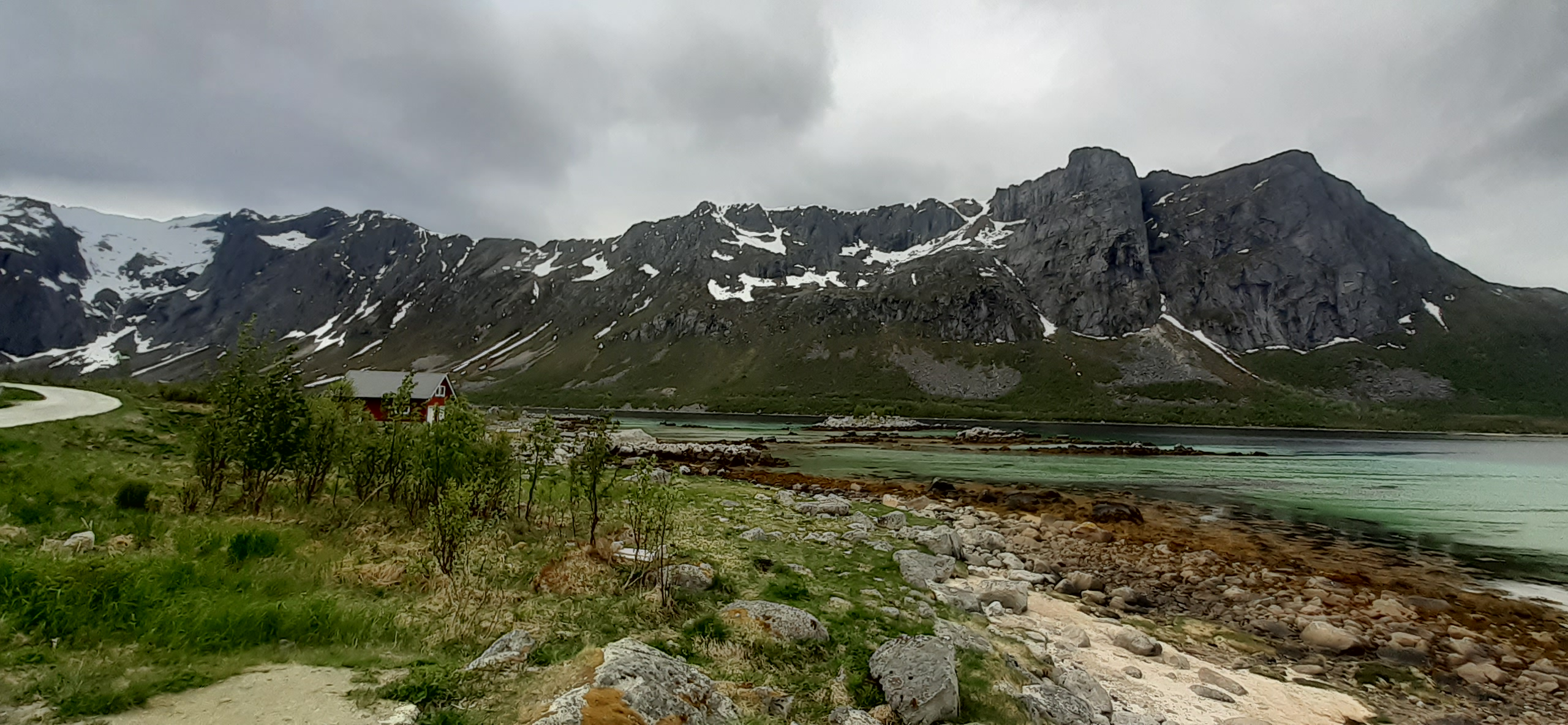
La rive ouest du Grøtfjorden est dominée par le Ramnafjellet (743m)

## Quelques vues du village de Grøtfjord

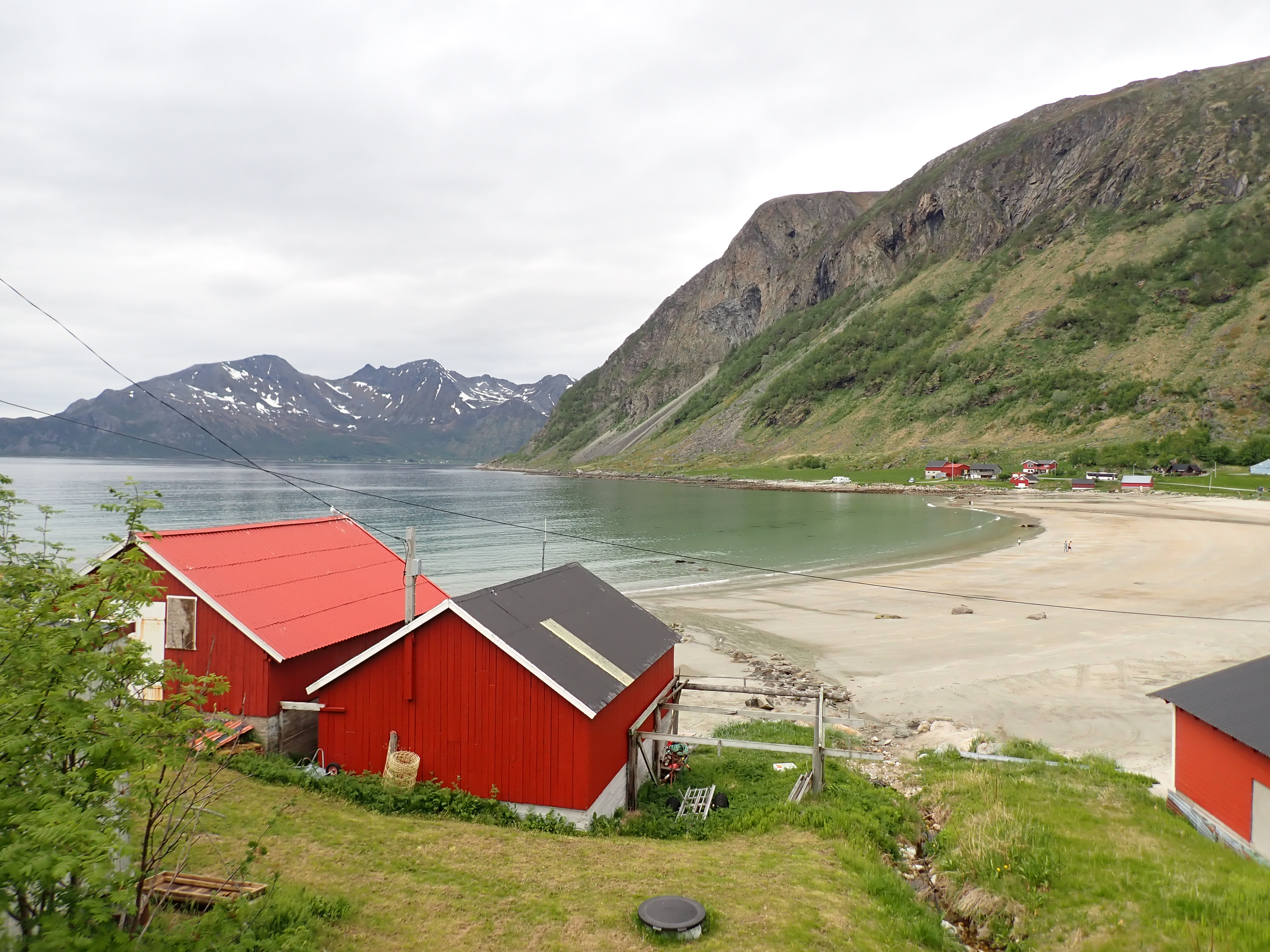
Plage de Grøtfjord, au pied du Nordtinden et au fond l'île de Vengsøya
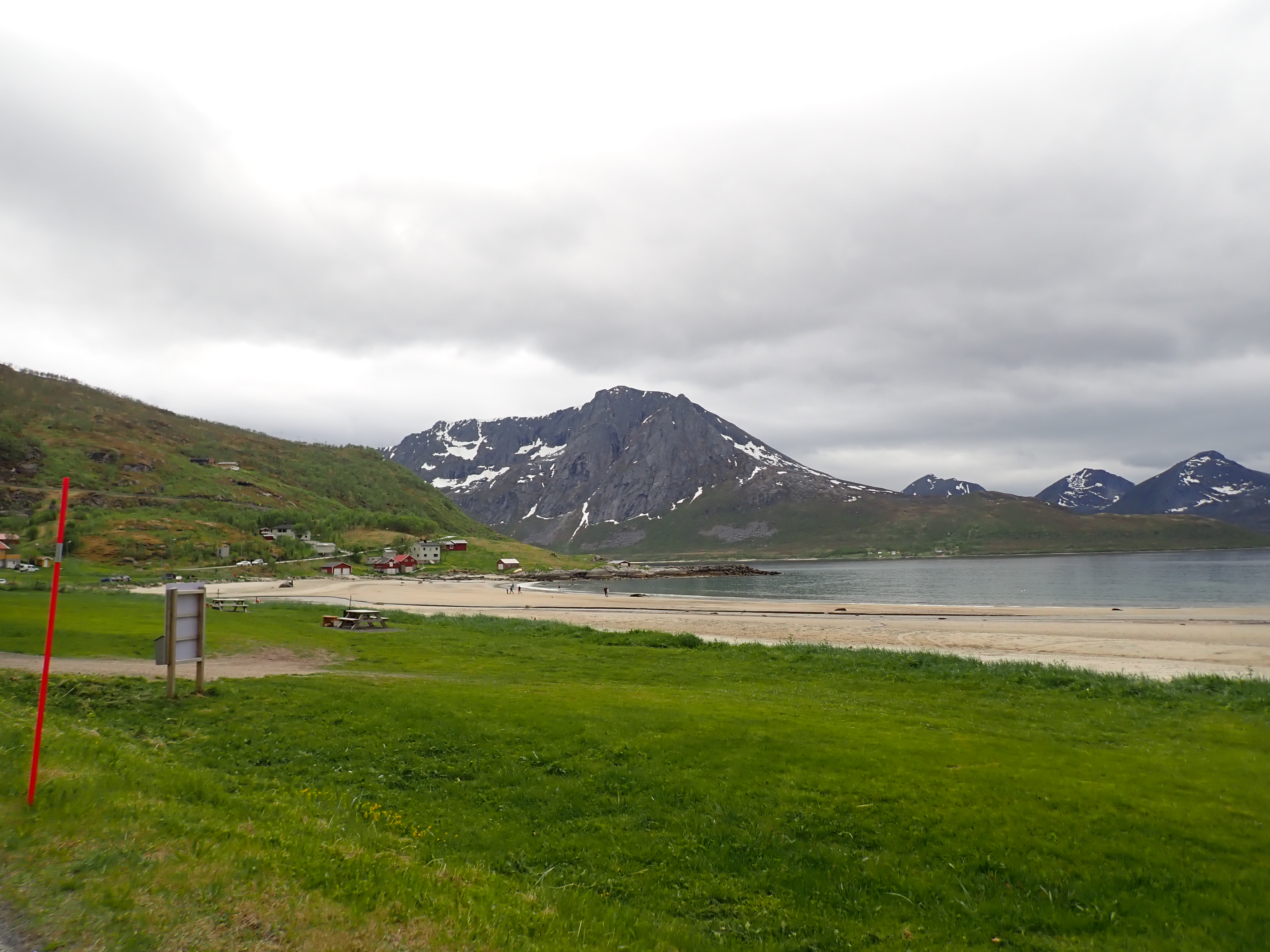
Plage de Grøtfjord, et de l'autre coté du fjord, le Ramnafjellet.
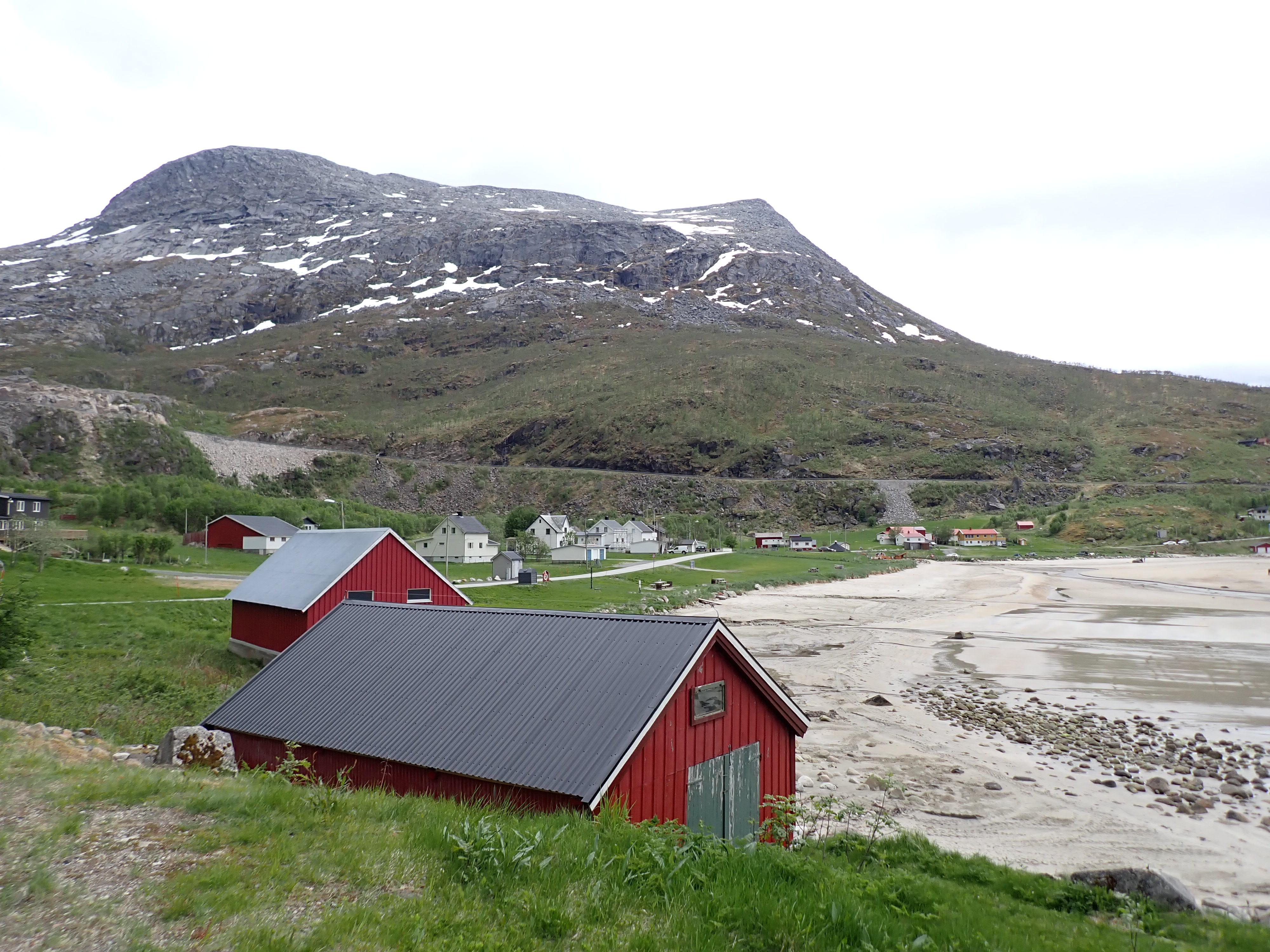
Grøtfjord devant Middagsfjellet (678 m)